# Робовируси
Робовируси (на английски: Robovirus) са няколко вида вируса причиняващи зоонози. Името им произлиза от словосъчетанието на английски rodent borne viruses (вируси преносими от гризачи).
Подобно на арбовирусите те имат един основен вектор – гризачи – предаващи вируса към здрав възприемчив организъм.
Вирусите наречени с това име спадат към семейства Bunyaviridae и Arenaviridae, но не включват всички представители от тях.